# Asselt
Asselt ist ein Dorf von rund 160 Einwohnern (Stand: 1. Januar 2024) in der Gemeinde Roermond, Provinz Limburg (Niederlande).

## Lage
Asselt liegt an der Maas und an den durch Abgrabung von Kies entstandenen sogenannten Maasplassen (Maas-Seen).

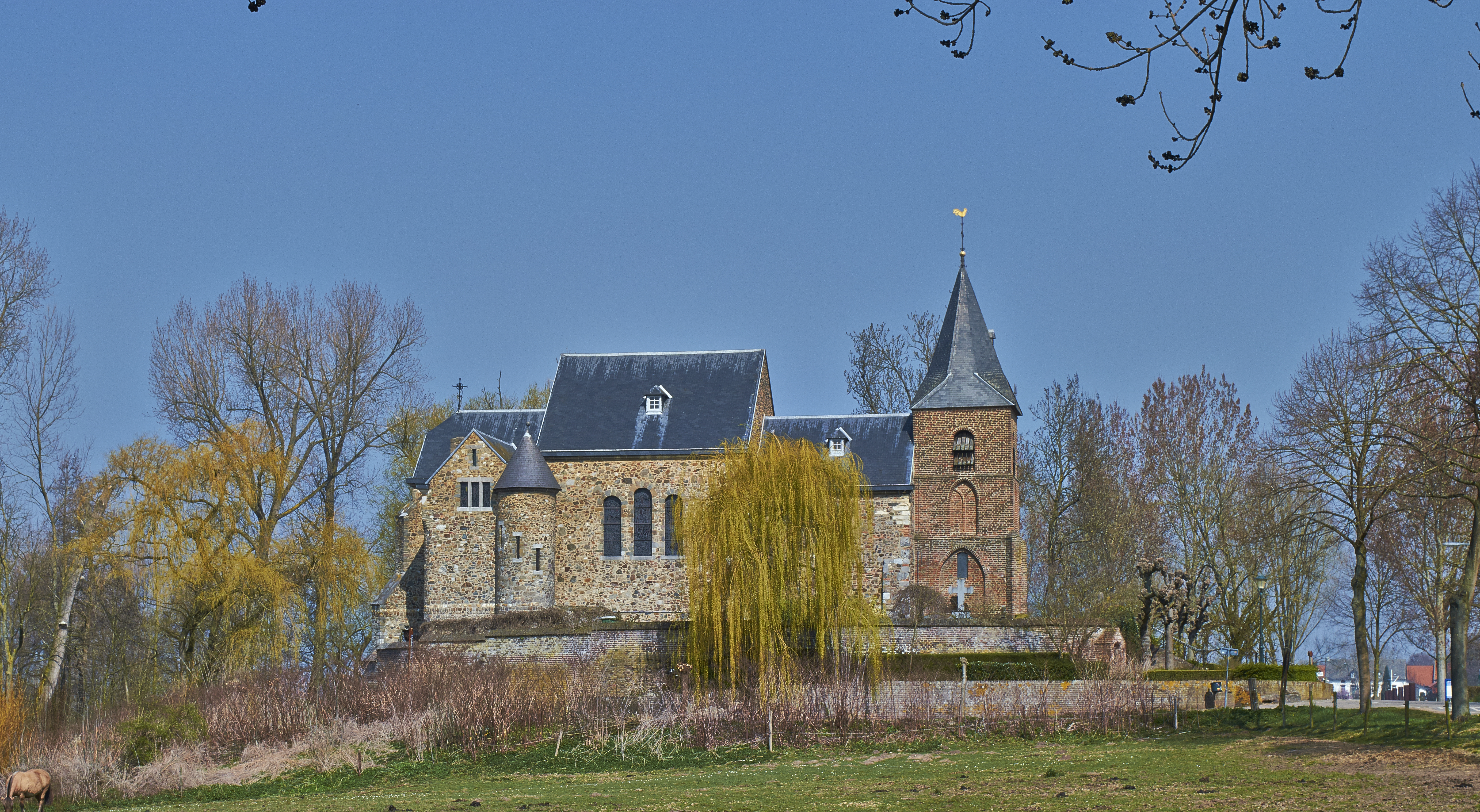
St. Dionisius-Kirche auf einer befestigten Anhöhe

## Geschichte
In karolingischer Zeit (8. bis 11. Jahrhundert) war Asselt ein fränkischer Fronhof, der auch als Pfalz diente.
881 errichteten Wikinger (Normannen) hier ein Lager, von wo aus sie zahlreiche Überfälle in die weitere Umgebung unternahmen wie z. B. ins Rheingebiet und in den Weserraum. 888 erscheint Asselt als „Aschlo“ in einer Schenkungsbestätigung König Arnulfs von Kärnten für das Marienstift in Aachen.
Die römisch-katholische Kirche Sankt Dionisius wurde im 11. Jahrhundert errichtet.
Bis 2007 war Asselt Teil der damaligen Gemeinde Swalmen.